# Ґейл Кім
Ґейл Кім (англ. Gail Kim; нар. 20 лютого 1977) — канадська професійна рестлерша, модель і акторка. корейського походження. В даний час працює в компанії Total Nonstop Action Wrestling (TNA). Відома також за своїми виступами в World Wrestling Entertainment (WWE).
Свою кар'єру розпочала в канадському незалежному промоушені з прибраним ім'ям Ла Феліна. У 2002 році уклала угоду з WWE. У своєму першому матчі виграла титул Чемпіонки Дів WWE. У 2004 році була звільнена з WWE і уклала нову угоду з Total Nonstop Action Wrestling. У 2007 році завоювала титул Чемпіонки світу серед Дів TNA і стала першою в історії жінкою, яка завоювала титули Чемпіонки Дів WWE і жіночого чемпіона світу TNA. У серпні 2008 році полишила TNA і повернулася назад в WWE. 5 серпня 2011 оголосила про свій відхід з WWE, а вже в жовтні того ж року уклала чергову угоду з TNA.

## Реслінґ
Фінішери
- Christo / Flying Dragon (Tilt-a-whirl headscissors armbar) – 2002–наш час
- Eat Defeat (Inverted stomp facebreaker) – 2009–наш час
- Happy Ending (Straight jacket neckbreaker slam) – TNA
- Hurricanrana – WWE
- Over the shoulder back-to-belly piledriver

Окремі прийоми
- Body avalanche
- Diving crossbody variations
- Reverse crossbody
- Springboard crossbody
- Dragon sleeper
- Front missile dropkick
- Over the shoulder single leg Boston crab
- Ringpost figure-four leglock
- Springboard arm drag
- Toronto Slam (Double leg slam)
- Headscissors

## Титули і здобутки
- Apocalypse Wrestling Federation
  - Діва року (2001)
- Funking Conservatory
  - FC Women's Championship (1 раз)
- Imperial Wrestling Revolution
  - IWR Diamonds Division Championship (1 раз, нинішній)
- Pro Wrestling Illustrated
  - PWI ставить її #1 з топ 50 найкращих рестлерш у 2012 році
- Total Nonstop Action Wrestling
  - Чемпіонка Нокаутів TNA (5 разів)
  - TNA Knockouts Tag Team Championship (1 раз) – з Медісон Раян
  - Knockout of the Year (2007)
  - Queen of the Knockouts (2013)
  - TNA World Cup of Wrestling (2015) – з Джеффом Гарді, Ґаннером, Рокстар Спадом
- World Wrestling Entertainment
  - Чемпіонка Дів WWE (1 раз)